# Bayerischer Hiasl (Volkslied)
Das Lied Bayerischer Hiasl ist ein erzählendes Volkslied über einen Wilderer in bairischer Mundart mit einem historischen Kern. Ein Text mit dem Liedanfang einer typischen Variante, „I bin der boarisch Hiasel, der Acker is mei Land...“, und 8 Strophen mit Melodie steht in der unveröffentlichten Sammlung von August Hartmann, datierbar um 1870/80. Auf dieser Grundlage ist ein heute [1993] populärer Text mit 9 Strophen (vierzeilige Volksliedstrophe mit Endreimen in Zeile 2 und 4) gestaltet worden.

## Textanfang und Inhalt einer Variante
1. Bin i der Boarisch Hiasl,

koa Jager hat a Schneid,

der mir mei Feder und Gamsbart

vom Hiatl obakeit!

[...]
(Strophe 1: ...kein Jäger hat den Mut, mir die Zeichen meines Jagdstolzes, Auerhahnfeder und Gamsbart, vom Hut herunter zu reißen; Strophe 2: der Wald ist meine Heimat, ich schieße Reh, Hirsch und Wildschwein; Strophe 3: ich bin der Fürst der Wälder, mein Reich erstreckt sich, so weit der Himmel blau ist; Strophe 4: das Wild ist freies Eigentum; Strophe 5: die Bauern geben mir Essen und Geld; Strophe 6: ich schütze ihre Felder; Strophe 7: kein Jäger erreicht mich; Strophe 8: kommt die letzte Stunde...; Strophe 9: das Wild wird sich [nach meinem Tod] vermehren, die Bauern werden rufen: Geh, Hiasl, steh do[ch] auf! [komm wieder!]) - Fassung des Volksmusikarchivs des Bezirks Oberbayern 1993 (Volksmusikarchiv des Bezirks Oberbayern).

## Historischer Hintergrund und Liedbearbeitung
Mathäus Klostermaier (siehe: Matthias Klostermayr), geboren 1736, versuchte als Wilderer und Rebell den Bauern gegen Wildschaden zu helfen; 1771 wurde er in Dillingen hingerichtet. Ein Kupferstich, datierbar um 1771, zeigt, wie der Bayerische „Hiesel“ in Osterzell gefangen wird. Ein Text „Ein Liedlein zum singen, geht kein andern nix an...“ mit der 2. Strophe „I bin der bairisch Hirsel...“ ist auf einer undatierten Liedflugschrift aus dem oberösterreichischen Steyr (gedruckt bei Menhardt [druckt 1744–1772]) mit 16 Strophen bekannt.
Im Gegensatz zur Volksballade im engeren Sinn ist die Liedbearbeitung hier undramatisch, ohne Szenenwechsel und ohne Verwendung „epischer Formeln“; sie stützt sich auf rein narrative Strophen ohne balladeske Gestaltung. Wir sprechen von einem erzählenden Volkslied (im weiteren Sinn). Der Text will keine Fiktion sein, sondern Tatsachenbericht (wenn auch subjektiv aus dem Mund des Wilderers).
„Das Leben von Mathäus Klostermaier wurde von den Volksliedsängern vielfach besungen. Unstreitig sind sein Freiheitsdrang und die Not der Bauern, denen das Wild die Äcker verwüstete. Die Sympathie der Bauern und kleinen Leute für den «Gesetzesbrecher» und Rebellen gegen die Herrschaft war bekannt. Mathäus Klostermaier, vulgo Boarisch Hiasl, ist am 3. September 1736 in Kissing, Haus Nr. 30, geboren. Am 6. September 1771 wird er in Dillingen hingerichtet“ (Volksmusikarchivs und Volksmusikpflege des Bezirks Oberbayern, 2009). - In der heutigen Volksmusikpflege in Oberbayern ist das Lied sehr beliebt.